# Hugo Laurencena
Hugo Laurencena (Buenos Aires, Argentina, marzo de 1950 - Ciudad de México, 21 dic 2024), pintor argentino, naturalizado mexicano, dedicado principalmente al hiperrealismo colaborador de William De Kooning.

## Biografía
Laurencena nace en 1950 en Buenos Aires, Argentina.  Artista plástico que ha centrado la mayor parte de su investigación artística en torno a la pintura, el comportamiento de la luz y la descontextualización de los objetos, otorgándoles valor por sí mismos en cuanto a sus capacidades formales.  Es un observador incansable de los detalles, estudioso de la fotografía, con un compromiso y constante apuesta al lenguaje pictórico, para él inagotable.
A edad temprana, a finales de la década de los 70, deja su ciudad natal para trasladarse a Nueva York, lugar en donde consolida su lenguaje artístico y en la que permanece hasta finales de los 90s.  En un principio trabaja de la mano con importantes casas de publicidad, cineastas y pintores.  Estando en Nueva York su trabajo atrae la atención de destacadas personalidades en el mundo del arte, como resultado comienza a participar de exposiciones individuales y colectivas, y sus obras se integran a importantes colecciones a nivel internacional como las del Museo de Arte Moderno de Nueva York, Museo de Arte Moderno de Sao Paulo, Museo Nacional de Bellas Artes de Buenos Aires, entre otros.
Durante su estancia en Nueva York recorre de manera intermitente distintas ciudades en las cuales participa de manera individual y colectiva en exposiciones y proyectos artísticos.  Regresa a Buenos Aires en el año de 1999 en donde consigue el éxito y reconocimiento que anteriormente había obtenido en el extranjero. Es también a su vuelta a la Argentina donde conoce una noche al escritor Hernán Casciari, quien escribe el cuento "Una carta para Hugo Laurencena" donde detalla como fue esa noche en la que se conocieron. Ese mismo año es invitado a Suiza en donde igualmente realiza una exposición individual en la Gallerie Eberhard.
A finales de los años 90s deja definitivamente Nueva York y se traslada por un periodo corto a Miami, para finalmente, en el año 2000, visitar la Ciudad de México y decidir permanecer ahí hasta el día de hoy.  Un par de años después de su llegada realiza una exposición individual con la que presenta formalmente su trabajo al mundo artístico de este país.  En 2012 inaugura una exposición realizada ex profeso para el Museo Nacional de Arte, en donde su trabajo entabla un diálogo con obras específicas de la colección de este recinto.  Esta muestra permanece abierta al público hasta mayo del siguiente año.
Actualmente trabaja en diferentes proyectos, siendo el más importante de ellos, por su alcance al público de Monterrey, una exposición individual en la que presentará su último trabajo.
Su producción artística ha sido merecedora de reconocimientos como los de la Colección Constantini, Novartis, Telecom, Universidad de Belgrano, entre otros.  Su obra se encuentra en países como Estados Unidos, Argentina, México, Brasil, Japón, Suiza, Francia, España, Canadá, Italia, Bélgica y Uruguay.

## Selección de muestras individuales
- 2013 - “Realismo Aumentado”, Museo Nacional de Arte-MUNAL, México
- 2009 - Tudor Gallery, Miami
- 2005 - Paula Allen Galley, Nueva York
- 2003 - “Objeto-Sujeto”, Galería Praxis, México
- 2000 - Gallery Miranda, Miami
- 1999 - Galería Principum, Buenos Aires
- 1995 - Arche Gallery, Nueva York
- 1994 - Galería VYP, Buenos Aires
- 1991 - Galerie Eberhart, Zúrich
- 1989 - Paula Allen Galley, Nueva York
- 1988 - Centro Cultural Recoleta, Buenos Aires
- 1987 - “Argentine Artists in New York”, Arche Gallery, Nueva York
- 1986 - Paula Allen Galley, Nueva York
- 1985 - Paula Allen Galley, Nueva York
- 1984 - Caiman Gallery, Nueva York
- 1982 - Bologna Landi Gallery, East Hampton, Nueva York
- 1981 - Bologna Landi Gallery, East Hampton, Nueva York
- 1980 - Galería Pierre, Río de Janeiro
- 1979 - Galería Julia Lublin, Buenos Aires
- 1978 - Galería Praxis, Buenos Aires
- 1978 - Galería Jack Martínez, Buenos Aires
- 1976 - Galería Zurbarán, Buenos Aires

## Selección de muestras colectivas
- 2000 - “Premios Colección Constantini”, Museo Nacional de Bellas Artes, Buenos Aires
- 1998 - “Premios Colección Constantini”, Museo Nacional de Bellas Artes, Buenos Aires
- 1998 - “Premios Novartis”, Museo Nacional de Bellas Artes, Buenos Aires
- 1997 - “Premios Colección Constantini”, Museo Nacional de Bellas Artes, Buenos Aires
- 1996 - “Premio Telecom”, Palais de Glace, Buenos Aires
- 1996 - “The Beatles Exhibition”, Palais de Glace, Buenos Aires
- 1979 - “Premio Universidad de Berlgrano”, Buenos Aires
- 1978 - “Neofiguración”, CAYC, Buenos Aires
- 1977 - “Premio Universidad de Palermo”, Museo Nacional de Bellas Artes, Buenos Aires

## Selección de premios y distinciones
- 1998 - “Mención Especial Salón Nacional”, Salas Nacionales de Exposición, Buenos Aires
- 1993 - “Primer Premio BASF Argentina”, Galería Praxis, Buenos Aires
- 1980 - “Premio Universidad de Berlgrano”, Buenos Aires
- 1980 - “Premio Banco del Acuerdo”, Museo Nacional de Bellas Artes, Buenos Aires
- 1979 - “Premio de la Crítica CAYC”, Buenos Aires
- 1977 - “Primer Premio Marcelo de Ridder”, Museo Nacional de Bellas Artes, Buenos Aires
- 1976 - “Premio Embajada de España”, Buenos Aires

## Colecciones Privadas
México, Estados Unidos, Japón, Francia, Suiza, España, Canadá, Italia, Bélgica, Argentina, Uruguay y París.